# Asociación Estadounidense del Automóvil
La Asociación Estadounidense del Automóvil (en inglés: American Automobile Association) es una federación estadounidense de asociaciones automotrices. Fue fundada en 1902, consolidando nueve clubes automovilísticos anteriores. A inicios de los años 2000, la asociación contaba con la afiliación de más de cuatro millones de asociados, en 2019 prestaba servicio a sesenta millones. Es la organización de viajes y automobilismo más grande de Norteamérica.
Proporciona varias utilidades a sus miembros como servicio de ayuda en carretera; información sobre viajes nacionales e internacionales por medio de mapas estatales, guías turísticas y recomendación de rutas; servicios financieros y de crédito; y seguros de diversa índole. Su oficina central se encuentra en Heathrow (Florida), haciendo las veces de grupo de presión para mejorar las carreteras y lograr el beneficio de legislaciones e impuestos relacionados con los vehículos motorizados.
El Comité de Competición de la AAA se creó en 1902. La institución fiscalizó pruebas de automovilismo durante medio siglo, entre ellas las 500 Millas de Indianápolis, la Copa Vanderbilt, la Copa Astor y el Campeonato Nacional de la AAA. Luego del desastre de Le Mans en 1955 y otras muertes en carreras internacionales de automovilismo, la AAA abandonó su rol como ente rector de automovilismo. En 1959 se fundó el Automobile Competition Committee for the United States, que reúne a las organizaciones promotoras de automovilismo de Estados Unidos.